# Carlo Maria Buonaparte
Carlo Maria Buonaparte (Frans: Charles-Marie Bonaparte) (Ajaccio, 29 maart 1746 — Montpellier, 24 februari 1785) was een Corsicaans advocaat en politicus. Hij was de vader van onder meer de Franse keizer Napoleon en koning Lodewijk Napoleon van Holland. De Italiaanse familienaam 'Buonaparte' is later door Napoleon verfranst tot 'Bonaparte'.

## Biografie
Buonaparte stamde uit een van oorsprong Genuese, adellijke familie die zich later vestigde op Corsica, waar ze tot de invloedrijkste families van het eiland behoorden.
Carlo Buonaparte was advocaat van beroep. Hij studeerde rechten aan de universiteit van Pisa en huwde op 2 juni 1764 Maria Laetitia Ramolino. In 1768 en 1769 streed hij onder Pasquale Paoli tegen Frankrijk voor de onafhankelijkheid van Corsica. Toen deze werd verslagen stelde Carlo zich in dienst van de Fransen en werd assessor van Ajaccio en in de adelstand opgenomen (1771). Twee jaar later kreeg hij de functie van koninklijk raad. Hij bewerkstelligde, door bevriend te raken met een Franse gouverneur, in 1778 voor zijn zoons Jozef en Napoleon een kosteloze plaats aan de militaire school van Brienne.
De immer optimistische en uiterst opportunistische Carlo Buonaparte trachtte als fervent gokker en verkwister voortdurend middels gerechtelijke procedures land en geld te verkrijgen. Hij intrigeerde om hogere posities en liet zich in met allerlei riskante zakelijke ondernemingen. De laatste jaren van zijn leven leed hij aan maagkanker en reisde om een geneesmiddel te zoeken naar Parijs en Montpellier. Hij stierf aldaar op 24 februari 1785 en liet zijn familie zo goed als bankroet achter. Napoleon zou hem later beschrijven als een goed mens die zich graag belangrijker voordeed dan hij was en een zwak voor vrouwen had, wat zijn zoon als dictator met hem gemeen had. Hij was slechts drie keer in zijn leven in Frankrijk: in 1778 reed hij zijn zonen Napoleon en Joseph naar het instituut van Autun, in 1783 ging hij met zijn kinderen Luciaen en Eliza naar een school in Saint-Cyr. 
Zijn zoon Lodewijk Napoleon kwam met het plan om de stoffelijke resten van zijn vader te laten begraven in Parijs, maar zijn oudere broer Napoleon was hier op tegen. In stilte liet Lodewijk Napoleon het lichaam van Carlo Maria Buonaparte opgraven en stuurde het verstopt in een staande klok naar zijn landgoed in Saint-Leu-la-Forêt. Aldaar liet hij het lichaam van zijn vader bijzetten in een mausoleum.

## Kinderen
Carlo en Laetitia kregen acht kinderen die de volwassen leeftijd bereikten:
- Jozef (Giuseppe), 7 januari 1768 – 28 juli 1844, koning van Napels en Spanje, trouwde met Julie Clary
- Napoleon (Napoleone), 15 augustus 1769 – 5 mei 1821, keizer der Fransen, trouwde met Joséphine de Beauharnais en Marie Louise van Oostenrijk
- Lucien (Luciano), 21 mei 1775 – 29 juni 1840, trouwde met Christine Boyer en Alexandrine de Bleschamps
- Elisa (Maria Anna), 3 januari 1777 – 6 augustus 1820, groothertogin van Toscane, trouwde met Félix Baciocchi
- Lodewijk Napoleon (Luigi), 2 september 1778 – 25 juli 1846, koning van Holland, trouwde met Hortense de Beauharnais
- Pauline (Maria Paoletta), 20 oktober 1780 – 9 juni 1825, trouwde met Charles Leclerc en prins Camillo Borghese
- Carolina (Maria Annunziata), 25 maart 1782 – 18 mei 1839, trouwde met Joachim Murat
- Jérôme (Girolamo) 15 november 1784 – 24 juni 1860 koning van Westfalen, trouwde met Elizabeth Patterson, Catharina van Württemberg en Giustina Pecori-Suárez

- Biblioteca Nacional de España: XX5393992
- Bibliothèque nationale de France: cb118927092 (data)
- Gemeinsame Normdatei: 123287162
- International Standard Name Identifier: 0000 0000 8074 7817
- Library of Congress Control Number: no2003009983
- Nederlandse Thesaurus van Auteursnamen: 069016291
- SNAC: w69s2ptb
- Système universitaire de documentation: 02673706X
- Virtual International Authority File: 56606237
- WorldCat: E39PBJpdQD4ybRfxyQtG6RFdwC